# Csenge Hajduch
Csenge Hajduch (født 3. oktober 1990 i Békéscsaba, Ungarn) er en ungarsk håndboldspiller som spiller for Debrecen VSC.